# Ballaison
Ballaison település Franciaországban, Haute-Savoie megyében. Lakosainak száma 1475 fő (2022. január 1.). Ballaison Bons-en-Chablais, Douvaine, Loisin, Massongy és Sciez községekkel határos.

## Népesség
A település népességének változása:
| Lakosok száma | 1460 | 1488 | 1499 | 1470 | 1486 | 1492 | 1495 | 1477 | 1475 |
|               | 2013 | 2015 | 2016 | 2017 | 2018 | 2019 | 2020 | 2021 | 2022 |